# ОШ „Радоје Домановић” Осјечани Горњи
Основна школа „Радоје Домановић”  је основна школа у Осјечани Горњи, насељеном мјесту на териорији града Добој. Налази се на адреси Осјечани Горњи бб. Име је добила по писцу Радоју Домановићу.

## Историјат
Основна школа у Осјечанима основана је рјешењем Скупштине општине Добој број 1898/59 од 18. август 1961. године. Име школе утврђено је рјешењем Скупштине општине Добој број 1898/59 тако да њен пун назив гласи: Основна школа ”Чедомир Јаћимовић” у Осјечанима. Рјешењем Министарства образовања науке и културе Републике Српске бр.УП – I – 02 – 499/93 школа је уписана у Регистар основних школа. Школа је уписана у мрежу основних школа која је објављена у Службеном гласнику Републике Српске број 54/18 од 9. август 2006. године. Одлука је допуњена у Службеном гласнику Републике Српске број 81 од 19. јуна 2018. године. Дана 10. мај 1993. године Скупштина српске општине Добој на својој сједници донијела је одлуку о промјени назива школе тако да је школа добила назив „Радоје Домановић”.

## Познати ученици ове школе
- Младен Плоскић
- Младен Миљановић
- Argent Hellion